# Amblycerus stridulator
Amblycerus stridulator is een keversoort uit de familie bladkevers (Chrysomelidae). De wetenschappelijke naam van de soort werd in 1993 gepubliceerd door Kingsolver, Romero & Johnson.